# (463968) 2014 VQ32
(463968) 2014 VQ32 es un asteroide perteneciente al cinturón de asteroides, descubierto el 14 de noviembre de 2014 por el equipo Spacewatch desde el Observatorio Nacional de Kitt Peak (Arizona, Estados Unidos).